# Sternocera

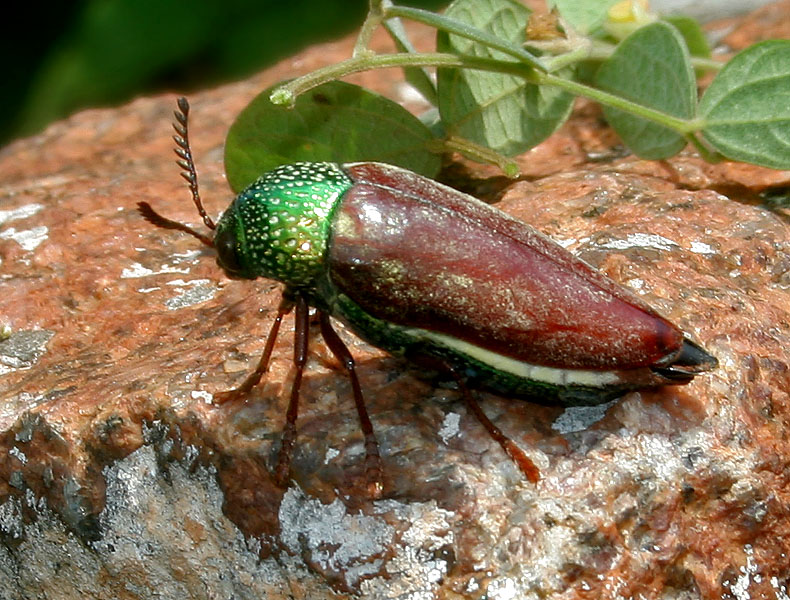
Sternocera basalis

Sternocera là một chi bọ cánh cứng trong họ Buprestidae.

## Hình ảnh

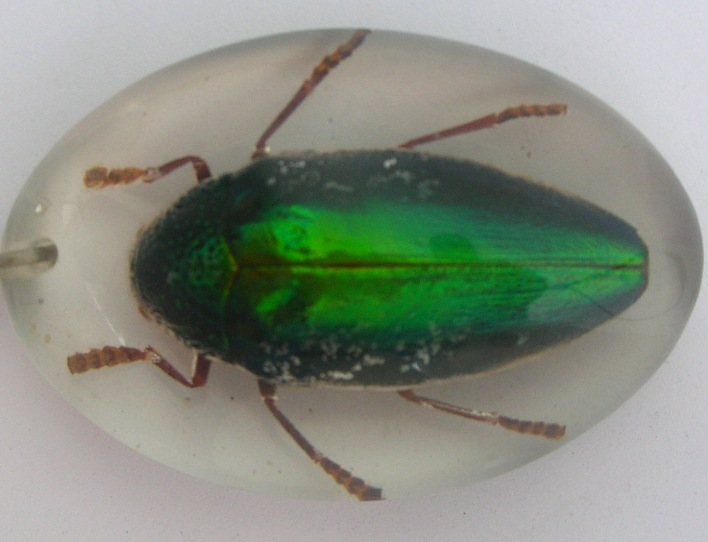
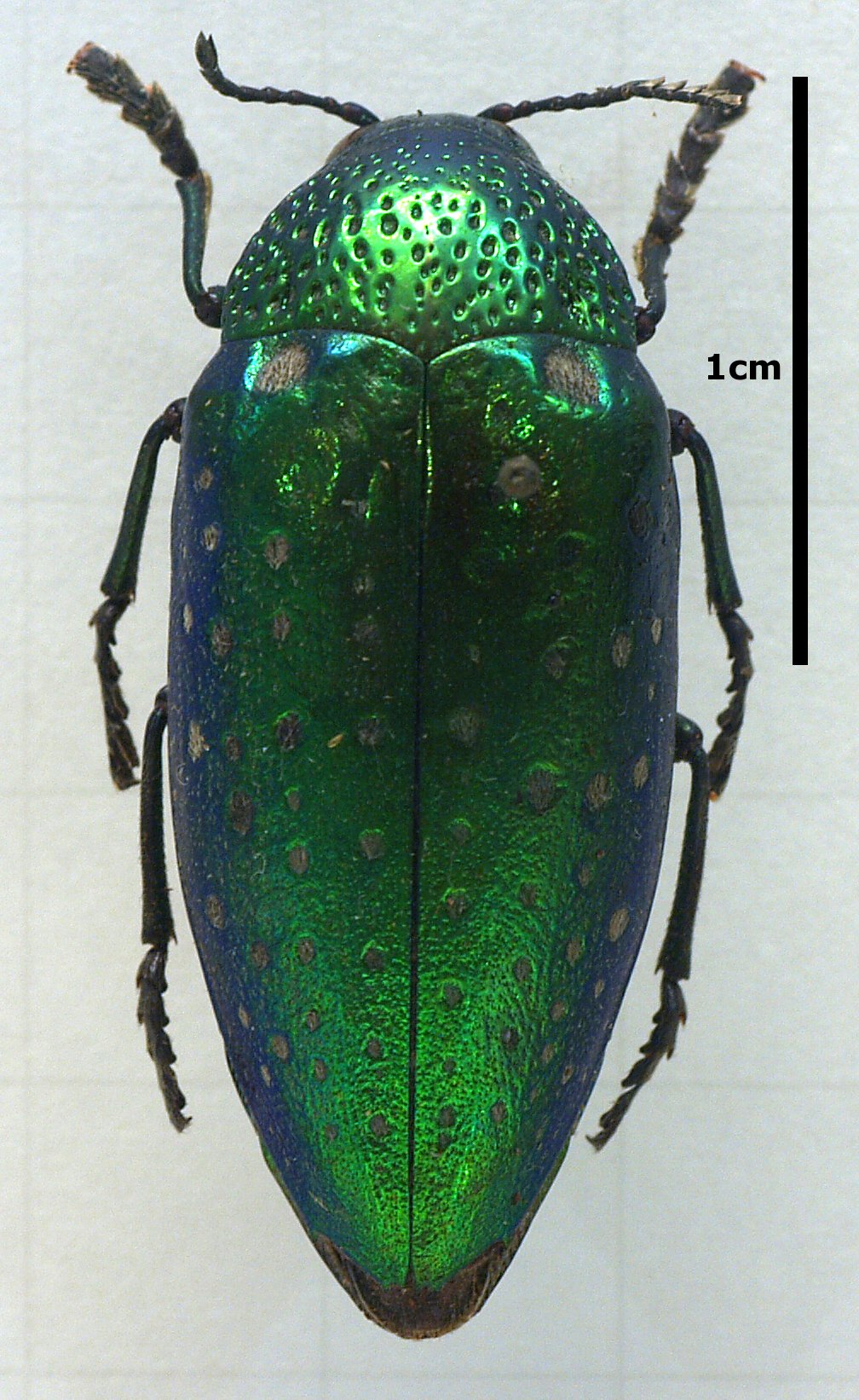
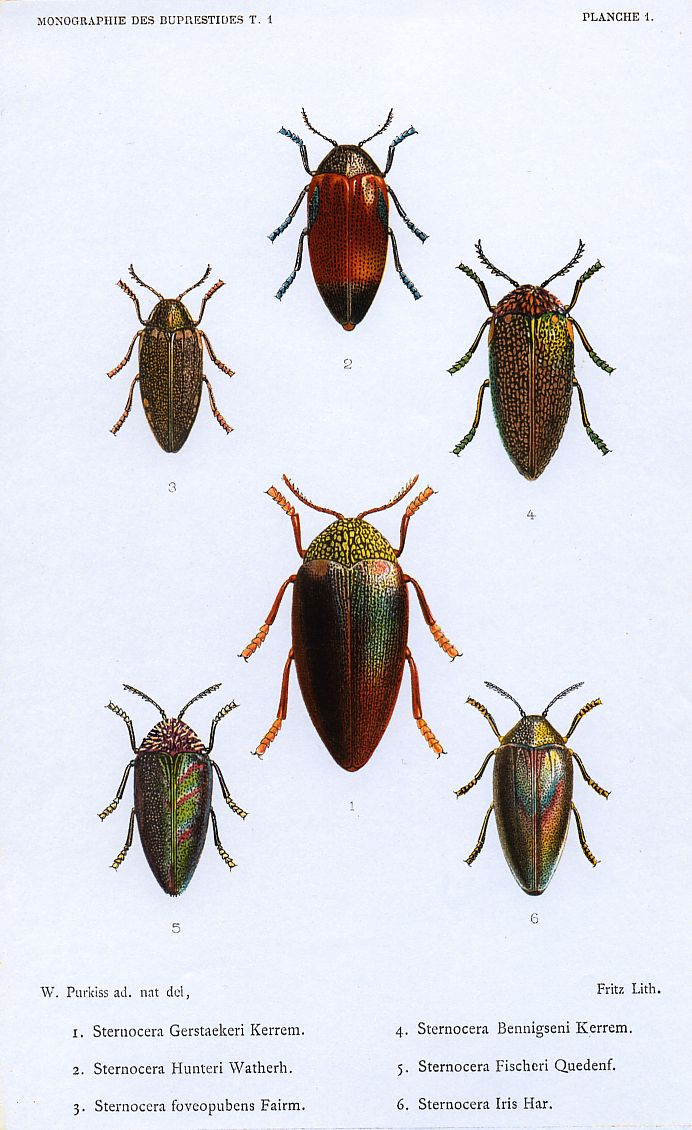
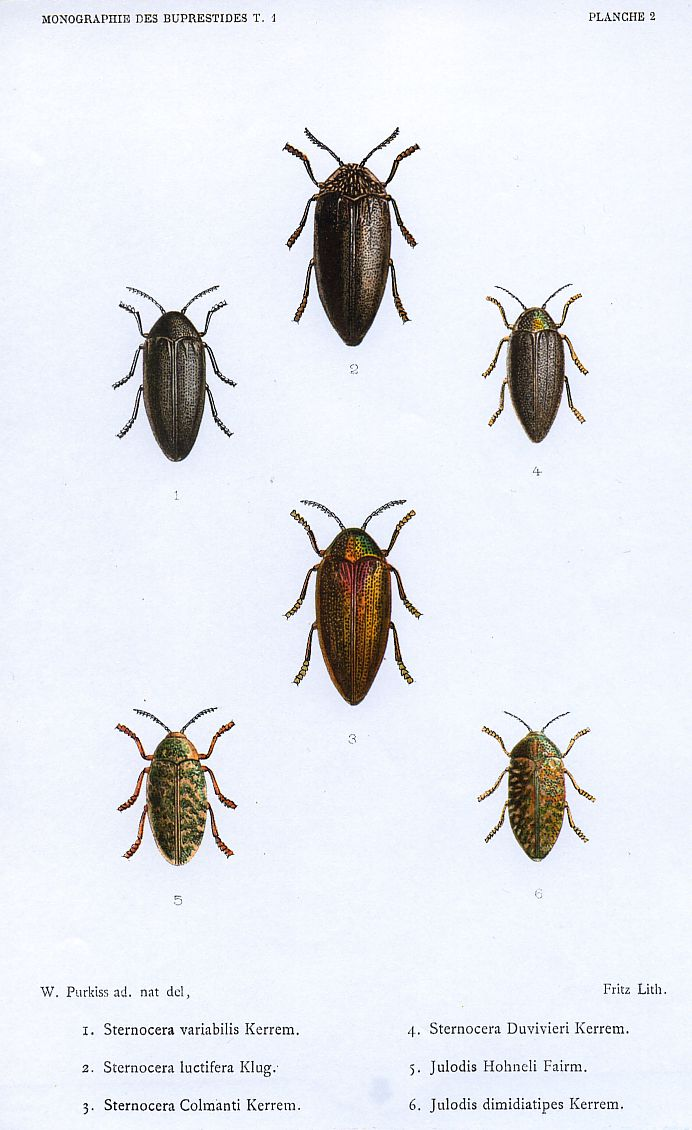

## Các loài
Có khoảng 56 loài trong chi này.
| - Sternocera aeguisignata - Sternocera bannaiensis - Sternocera basalis - Sternocera boucardi - Sternocera campanae - Sternocera castanea - Sternocera chrysidioides - Sternocera chrysis - Sternocera dasypleura - Sternocera diardi - Sternocera discedens - Sternocera duvivieri - Sternocera elliptica - Sternocera feldspathica - Sternocera funebris - Sternocera hildebrandti - Sternocera hildebranti - Sternocera hunteri - Sternocera interrupta - Sternocera iris - Sternocera irregularis | - Sternocera klugii - Sternocera laevigata - Sternocera laevis - Sternocera lanifica - Sternocera luctifera - Sternocera marseuli simulatrix - Sternocera minor - Sternocera monacha - Sternocera multipunctata - Sternocera ngorongorensis - Sternocera nitidicollis - Sternocera orientalis - Sternocera orissa - Sternocera pulchra - Sternocera ruficornis - Sternocera sternicornis - Sternocera syriaca - Sternocera tricolor - Sternocera variabilis - Sternocera wahlbergi |